# دان فيتزجيرالد
دان فيتزجيرالد (بالإنجليزية: Dan Fitzgerald)‏ هو مدرب كرة سلة أمريكي، ولد في 3 مارس 1942 في سان فرانسيسكو في الولايات المتحدة، وتوفي في 19 يناير 2010 في سبوكين في الولايات المتحدة.

## وصلات خارجية
- دان فيتزجيرالد على موقع إن إن دي بي (الإنجليزية)